# دواره‌ای‌ها
دو-اَره‌ای‌ها (نام علمی: Amphiprion) نام یک سرده از زیرخانواده دلقک‌ماهی است.